# Thomas-Morse S-4
El Thomas-Morse S-4 Scout fou un avió biplà d'entrenament, operat per l'Exèrcit dels Estats Units i per la Marina dels Estats Units, i conegut principalment per ser el primer avió de caça dissenyat i produït pels Estats Units. Conegut com a "Tommy" pels pilots, fou produït durant la Primera Guerra Mundial, i, encara que era considerat no apte per entrar en combat per tenir unes prestacions inferiors a les dels altres avions de l'època, les seves qualitats com a avió d'entrenament van fer que fos ideal per introduir pilots a l'aviació militar.

## Història i disseny
El Thomas-Morse S-4 va ser un intent dels Estats Units de dissenyar un avió de combat per enviar al front de la Primera Guerra Mundial. Quan els Estats Units entrà a la guerra, el 1917, l'Exèrcit demanà 100 Tommies del model B. Les seves prestacions, però, no eren suficients per poder comparar-se amb els altres caces que volaven sobre Europa, de manera que va ser utilitzat com a avió d'entrenament avançat. A partir del 1918, quasi totes les escoles d'instrucció de vol de caça utilitzaven S-4s.
Més tard, es dissenyà el Thomas-Morse S-4C, que tenia una alada reduïda, alerons més petits i un motor LeRhone de 80 cavalls, més fiable que el motor anterior. En total, la companyia Thomas-Morse va fabricar 497 Tommies dels models B i C a Ithaca, Nova York.

### Variants
El Thomas-Morse S-5, la versió hidro dissenyada per a l'ús naval, portava flotadors en comptes d'un tren d'aterratge fix.

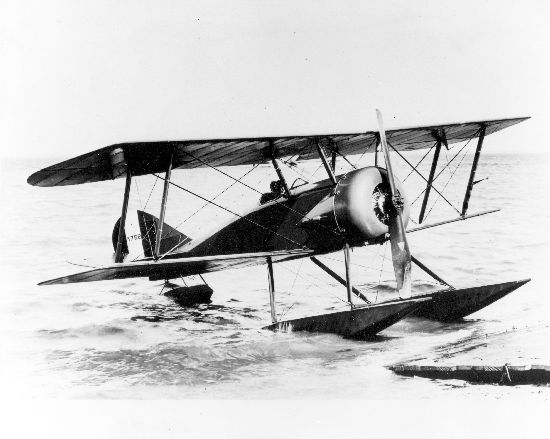
Un Thomas-Morse S-5, la versió hidro.

## Especificacions (S-4C)

### Característiques generals
- Tripulació: 1
- Llargada: 6.05 m
- Alada: 8.08 m
- Alçada: 2.46 m
- Pes total: 605 kg
- Motor: 1 × motor Le Rhône 9C refrigerat per aire giratori, 80 hp (60 kW)

### Prestacions
- Velocitat màxima: 156 km/h
- Màxim temps en velocitat de creuer: 2 hores 30 minuts
- Sostre de servei: 4,500 [11] m

### Armament
- Metralladora Marlin del calibre .30 (opcional)